# Lacnunga
Lacnunga (Oudengels voor geneesmiddelen) is een verzameling van Angelsaksische medische teksten en gebeden van verschillende aard. De meeste zijn geschreven in het Oudengels of Latijn. Het bevindt zich, achter andere medische teksten in British Library Manuscript Harley 585 in Londen. Deze codex werd waarschijnlijk eind 10e of begin 11e eeuw in Engeland samengesteld. Veel van de behandelingen met kruiden staan ook, in andere vorm, in Bald's Leechbook, een ander Angelsaksisch medisch compendium.
De Lacnunga bevat vele unieke teksten waaronder talrijke toverspreuken, waarvan sommige een zeldzame blik op de populaire geloofsbeleving en geneeswijzen van de Angelsaksen werpen. Onder de spreuken zijn verscheidene bezweringen in Oudengelse allitererende verzen, waarvan het bekendste bekendstaan als de negenkruidenspreuk en Wið færstice (tegen een plotselinge  stekende pijn). Daarnaast zijn er verscheidene spreuken geschreven in gecorrumpeerd Oudiers.
Onder de Latijnse gebeden is het langste een redactie van de Lorica of Laidcenn (vroeger ook bekend als de Lorica van Gildas). Dit 7e-eeuwse Ierse gedicht dat ook in andere manscripten bewaard is gebleven, behoort tot een genre van beschermende gebeden dat lorica wordt genoemd.
In dit geval is er sprake van een uitgebreide opsomming van lichaamsdelen waarvoor de spreker de bescherming van Christus en een menigte engelen zoekt tegen aanvallen van demonen. In de Lacnunga gaat de oorspronkelijke tekst vergezeld van interlineaire glossen in het Oudengels, waarschijnlijk afkomstig van een exemplaar in het dialect van Mercia.
De huidige titel Lacnunga, een Oudengels woord dat 'remedies' betekent staat zelf niet in het manuscript. De eerste uitgever, Oswald Cockayne, gaf het deze naam in de 19e eeuw en die naam heeft het sindsdien behouden.